# Хеле Хеле
Хеле Хеле (на датски: Helle Helle) е датска писателка на произведения в жанра социална драма.

## Биография и творчество
Хеле Хеле, с рождено има Хеле Олсен, е родена на 14 декември 1965 г. в Наксков, остров Лолан, Дания. Живее в Наксков до тригодишна възраст, но след развода на родителите ѝ, се премества в пристанищния град Рьодби, където името ѝ става Хеле Хансен, докато майка ѝ не се омъжва повторно и то отново се променя на Хеле Крог Хансен. В Рьодби прекарва голяма част от свободното си време в местната библиотека. След като завършва гимназия през 1984 г. прекарва една година като продавачка на парфюми на ферибота от Рьодби до Путгарден, което е в основата на по-късния ѝ роман. След това в периода 1985 – 1987 г. следва литература в университета на Копенхаген. След като четири от нейните ранни стихотворения са публикувани в списанието „Хведекорн“, тя решава да продължи следването си по творческо писане в периода 1989 – 1991 г. в писателската школа на Пол Борум в Копенхаген. По това време приема фамилното име на баба си Хеле, като смята, че повторението на имената е по-подходящо за име на писател.
През 1989 г. тя решава да се концентрира върху прозата. Първата ѝ книга, „Пример за живот“ от 1993 г., е експериментален сборник от кратки разкази, които представят поглед върху живота на хора, които живеят самотно изолирано съществуване, скрити в стаите си. Следва сборникът ѝ с разкази „Остатъци“ от 1996 г. е за трудностите, които хората изпитват при общуването помежду си, а заглавната история разглежда останките от това, което би могло да се превърне в успешна връзка. В сборника „Коли и животни“ от 2000 г. разказите третират темата за срещата със смъртта.
Първият ѝ роман „Къща и дом“ е издаден през 1999 г. В историята героинята се връща в града от детството си, опитвайки се да създаде дом за своя любовник, но по-голямата част от времето си губи в гледане на телевизия или в клюки с приятели. През 2002 г. е издаден романът ѝ „Идеята за неусложнен живот с мъж“, който е съсредоточен върху трудностите, които една домакиня е изпитала с любовника си, писател, когото открива мъртъв в началото на историята. През 2006 г. романът е екранизиран в едноименния комедиен филм.
Базирайки историите си на епизоди от живота на обикновените хора, тя постига известност през 2005 г. с романа си „Рьодби–Путгарден“. В историята герои са две сестри, работещи в отдела за продажба на парфюми на ферибота от Дания до Германия, които си спомнят историята на своята починала майка, но затънали в загрижеността си за миналото, те изглеждат неспособни да напреднат в живота си.
През 2008 г. е издаден романът ѝ „При кучетата“, история за жена, която изоставя предишния си живот и е приета от двойка непознати, които се опитват да ѝ помогнат, възлагайки ѝ повтарящи се задачи в обикновената рутина на безпроблемния живот в провинцията и бавно развиващите се отношения между тримата главни герои.
Романът ѝ от 2011 г., „Това трябва да бъде написано в сегашно време“ е полуавтобиографичен и въвежда случки от собствения си живот. Героинята Дорте Хансен е студентка в Копенхаген, която прекарва повече време с приятеля си, отколкото в университета, и си спомня за по-ранните си преживявания и връзки с мъже в различни части на Южна Зеландия, и за безпрепятственият живот на обикновените хора в провинцията.
През 2009 г. е удостоена с наградата „Пер Улув Енквист“ за цялостното си творчество. Удостоена е с наградата „Беатрис“ на Датската академия и с престижната награда за цялостно творчество на Датския съвет по изкуствата. Романите ѝ се издадени в над 20 страни по света.
Хеле Хеле живее със семейството си близо до Сорьо.

## Произведения

### Самостоятелни романи
- Hus og hjem (1999)[1][3][5]
- Forestillingen om et ukompliceret liv med en mand (2002)
- Rødby–Puttgarden (2005) – награда на датските критици
- Ned til hundene (2008)
При кучетата, изд.: „Роборид“, София (2013), прев. Георги Илиев
- Dette burde skrives i nutid (2011)
- Hvis det er (2014)
- de (2018)
- BOB (2021)
- Hafni fortæller (2023)

### Сборници
- Eksempel på liv (1993) – миниатюри[1][3][5]
- Rester (1996) – разкази
- Biler og dyr (2000) – новели

### Екранизации
- 2006 Forestillingen om et ukompliceret liv med en mand